# نوربرت فراي
نوربرت فري (بالألمانية: Norbert Frei)‏ هو أستاذ جامعي ومؤرخ ألماني، ولد في 3 مارس 1955 في فرانكفورت في ألمانيا.

## وصلات خارجية
- نوربرت فراي على موقع مونزينجر (الألمانية)